# Mangišlak (poluotok)
Mangišlak ili Mangghyshlaq (kazački Маңғыстау (Маңғышлақ) түбегі; rus. Полуостров Мангышла́к) je veliki poluotok koji u Kaspijskom jezeru, u zapadnom Kazahstanu. Na sjeveroistiku graniči s poluotokom Buzači, močvarnim dijelom glavnog poluotoka. Otočje Tyuleny leži na sjevernim obalama poluotoka.
Područje je između pustinje i polupustinje s oštrom kontinentalnom suhom klimom. Nema ni rijeka ni izvora pitke vode. Geološki gledano, poluotok Mangyshlak je dio visoravni Ustjurt. Na sjeveru se poluotokom protežu tri planinska lanca, sjeverni i južni Aktau te Mangystau, s najvišom točkom koja doseže 555 m. Administrativno, poluotok je u kazahstanskoj oblasti Mangistau. Najveći grad i glavni grad pokrajine je Aktau (bivši Ševčenko).

## Etimologija
Ime poluotoka potječe od Ming Qishlaq, što na turskim jezicima znači "1000 zimskih logora". Ranije je bio poznat i kao Siyāhkūh (Persian...).

## Povijest
Poluotok Mangišlak su 1639. zauzeli Kalmici. Nakon sovjetskog preuzimanja ruskog Turkestana, područje Transkaspijske oblasti, koje je sadržavalo poluotok Mangišlak, prvotno je dodijeljeno Turkestanskoj ASSR. U kolovozu 1920., pod pritiskom kazahstanskih aktivista, Mangišlak je prebačen u Kazahstansku ASSR.

## Kartografija
Područje je kartografirao Fedor Ivanovich Soimonov tijekom Kaspijske ekspedicije, koja je istraživala Kaspijsko jezero od 1719. do 1727.
|  |  |

## Vanjske poveznice
- (rus.) Životinjski svijet Mangišlaka
- Kazahstanska nuklearna postrojenja: Kombinat za atomsku energiju Mangyshlak na mjestu Inicijative za nuklearnu prijetnju